# Ínyera
La injera o inyera (pronúnciese «ínyera» o «ínyara», IPA: [ɨndʒəra]) es un pan plano muy fino, parecido a una crêpe, que forma la base de cualquier comida etíope y de Eritrea.  Está hecha con harina fermentada de tef, un cereal local, que luego se cuece en una plancha de cerámica redonda que se mantiene caliente sobre la leña del fuego. Acompaña guisos varios como el doro wat (pollo con salsa), el misr wat (puré espeso de lentejas) o el shiro wat (puré espeso de garbanzos similar al hummus).

## Preparación
La injera generalmente se hace a partir de pequeñas semillas de teff ricas en hierro, que se muelen hasta obtener harina. La producción de teff se limita a ciertas elevaciones medias con lluvias adecuadas y, como es un cultivo de bajo rendimiento, es relativamente caro para el hogar medio. Como muchos agricultores de las tierras altas de Etiopía cultivan sus propios cereales de subsistencia, a veces se utiliza harina de trigo, cebada, maíz o arroz para reemplazar parte o la totalidad del contenido de teff. Las semillas de teff se clasifican según el color, y se utilizan para hacer diferentes tipos de injera: nech (blanco), key o quey (rojo) y sergegna (mixto). La harina de teff no contiene gluten.

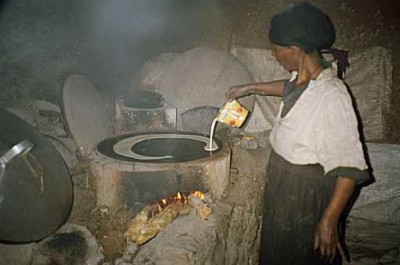
El preparado líquido es vertido con rapidez en forma de espiral desde el contorno hasta el centro. Debre Markos, Etiopía.

Para hacer injera, se mezcla harina de teff con agua. El proceso de fermentación se inicia agregando ersho, un líquido amarillo claro que se acumula en la superficie de la masa de harina de teff en fermentación y se recolecta de fermentaciones anteriores. Ersho contiene especies de Bacillus (aeróbicas) y varias levaduras (en orden de abundancia): Candida milleri, Rhodotorula mucilaginosa, Kluyveromyces marxianus, Pichia naganishii y Debaromyces hansenii. Luego, la mezcla se deja fermentar durante unos dos a tres días, lo que le da un sabor ligeramente amargo. La injera se cuece en panqueques grandes y planos. La viscosidad de la masa líquida permite verterla sobre la superficie para su cocción, en lugar de extenderla, lo cual es inusual para un pan de levadura o de masa madre.
En términos de forma, la injera se compara con la crepe francesa y la dosa india como un pan plano cocido en círculo y utilizado como base para otros alimentos. En sabor y textura, es más similar al aparato del sur de la India. La superficie inferior de la injera, que toca la superficie de calentamiento, tiene una textura relativamente suave, mientras que la parte superior es porosa. Esta textura porosa hace que la injera sea buena para recoger salsas y platos.

## Cocción
Se cuece sobre en una plancha circular, ya sea una gran placa de arcilla negra sobre un fuego o una estufa eléctrica especializada. La plancha se conoce como mitad (ምጣድ) (en amárico) o mogogo (ሞጎጎ) (en tigriña). Se han encontrado mitads en sitios arqueológicos que datan del año 600 d. C.  Hoy en día, los mitads ya no siempre están hechos de arcilla, sino que también pueden ser eléctricos.
Los fogones de barro tradicionales pueden ser ineficaces porque consumen grandes cantidades de leña y producen mucho humo, lo que genera contaminación en el hogar y hace que sea peligroso usarlas cerca de los niños. En 2003, un grupo de investigación eritreo diseñó una estufa para cocinar injera y otros alimentos que utiliza combustible más fácilmente disponible, como ramitas en lugar de ramas grandes, residuos de cultivos y estiércol, llamado localmente kubet. Varias partes de esta nueva estufa se fabrican en las ciudades centrales de Etiopía y Eritrea, mientras que otras partes son moldeadas con arcilla por mujeres en áreas locales.

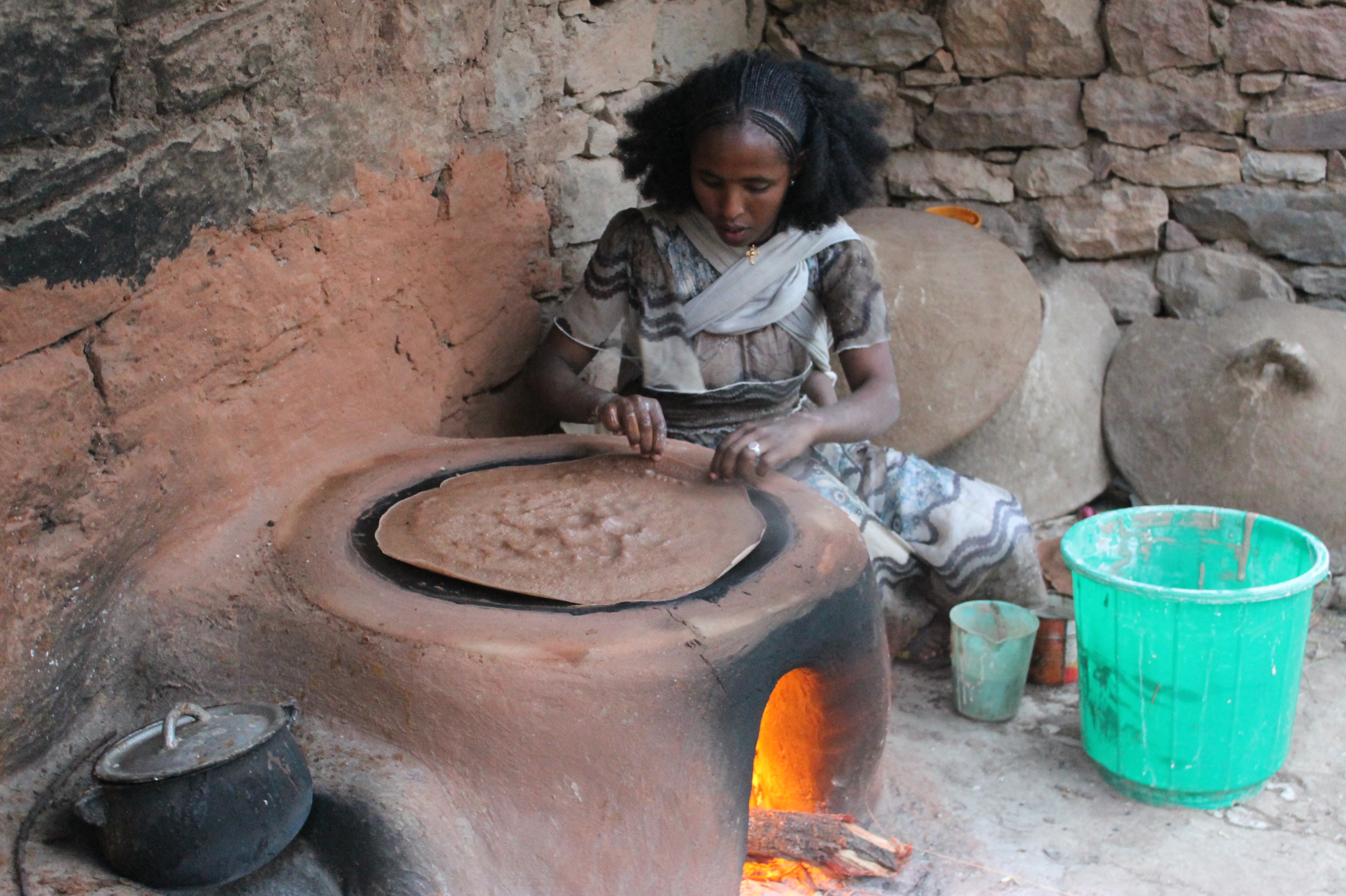
Mujer controlando la cocción de una injera en su hogar. Gheralta, Etiopía.

Muchas mujeres en áreas urbanas, especialmente aquellas que viven fuera de Etiopía y Eritrea, ahora usan estufas eléctricas injera, que están cubiertas con una gran placa de metal, o simplemente sartenes antiadherentes.